# Consdorf
Consdorf (luxemburgisch Konsdrefⓘ) ist eine Gemeinde im Großherzogtum Luxemburg und gehört zum Kanton Echternach.

## Zusammensetzung der Gemeinde
Die Gemeinde Consdorf besteht aus den Ortschaften:
- Breidweiler,
- Consdorf,
- Kalkesbach (teilweise, während die andere Hälfte zur Gemeinde Berdorf gehört),
- Kolbett,
- Marscherwald,
- Scheidgen,
- Wolper.

## Geschichte

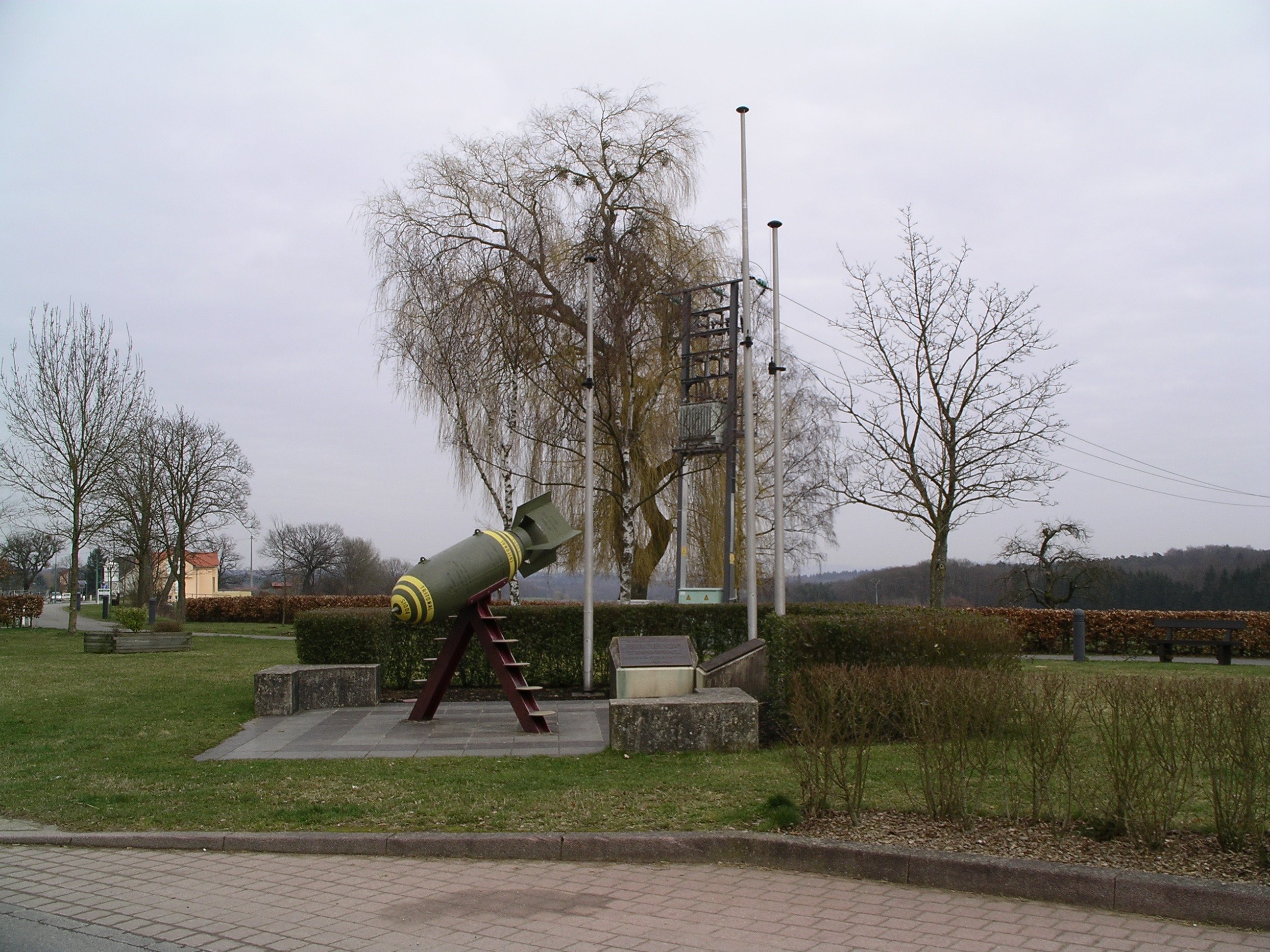
Erinnerung an den Zweiten Weltkrieg

Prähistorische und römische Funde bezeugen, dass Consdorf in einem sehr alten Siedlungsgebiet liegt. Urkundlich wird Consdorf im Jahre 816 als "Cunolphi Villa", 953 als "Conolfi Villa" erwähnt, 1131 als "Consdesdorf", 1552 als "Kontzdorf", 1595 als "Consturf". Die Ortschaft gehörte zum ältesten Besitz der Trierer Frauenabtei Oeren und blieb bis zur Französischen Revolution Zentrum der Oerener Grundherrschaft in dieser Gegend. Den Anfang der Pfarrei Consdorf situieren verschiedene Historiker um das Jahr 700. Weil alle Dokumente verloren gegangen sind, wird die Pfarrkirche als solche erst 1229 urkundlich erwähnt. Die Zahl der Einwohner schrumpfte durch den Dreißigjährigen Krieg und infolge der Pest im Jahre 1636 wesentlich. In den darauf folgenden Jahren stieg die Einwohnerzahl wiederum (um das Jahr 1787). In Consdorf gibt es seit 1919 ein von den Tertiarkarmelitinnen, den sog. „Zitha-Schwestern“, geführtes Altenheim, das 1999 von der Pflegeversicherung als Pflegeeinrichtung anerkannt worden ist. 
Im Gegensatz zu Consdorf, wo schriftliche Quellen bereits aus dem 11. Jahrhundert vorliegen, ist Scheidgen erst viel später entstanden. Zwar wird der Name schon im 16. Jahrhundert erwähnt, jedoch handelt es sich hier wohl kaum um eine Ortsbezeichnung. Erst im Jahr 1766 findet man im Heiratsregister der Pfarrei Consdorf einen ersten Eintrag des Ortsnamens Scheidgen. Auch in den darauf folgenden Jahren wird der Name „Scheidgen“ als Ortsname nur selten erwähnt. Nach den Unruhen der Französischen Revolution nahm die Einwohnerzahl jedoch rasch zu. Eine Volkszählung von 1843 berichtet von 43 Familiennamen. Im Jahre 1890 zählte diese aufstrebende Ortschaft 288 Einwohner, während Breidweiler 141, Colbette 84, Consdorf 1076. Heute gibt es in Scheidgen über 130 Häuser und etwa 480 Einwohner.

## Sehenswertes
Sehenswert ist unter anderem die Pfarrkirche aus dem 18. Jahrhundert mit ihrem gotischen Turm aus dem 12./13. Jahrhundert und dem barocken Altar mit einer großen Statue des heiligen Bartholomäus. Der Turm ist als nationales Monument klassiert.
Das mitten in der Kleinen Luxemburger Schweiz gelegene Consdorf ist Ausgangspunkt einer ganzen Reihe von schönen Wanderwegen, mit vielen Aussichtspunkten auf das Sauertal und das Müllerthal. Die Gegend zeichnet besonders sich aus durch außergewöhnliche Felsformationen, an denen entlang die Wanderwege führen (z. B. "Kuelscheier", "Goldfralay").